# Creonte (Bortnjanski)
Creonte (Italienisch: Creonte) ist die erste Oper von Dmitri Stepanowitsch Bortnjanski. Die Oper besteht aus zwei Akten (14 und 8 Szenen) mit einem Libretto von Marco Coltellini, basierend auf der Tragödie Antigone von Sophokles (441 v. Chr.). Die Uraufführung fand 1776 im Teatro San Benedetto in Venedig statt. Nach der Uraufführung verschwand die Partitur aus unbekannten Gründen und galt fast 250 Jahre lang als verschollen.
Die handschriftliche Partitur wurde erst Anfang des 21. Jahrhunderts in den Archiven der Ajuda-Bibliothek (Lissabon, Portugal) entdeckt. Im Jahr 2023 wurde das Manuskript von der ukrainischen Musikwissenschaftlerin Olha Schumilina in die Ukraine gebracht. Am 11. November 2024 fand die Weltpremiere der wiederentdeckten und restaurierten Oper statt, und zwar an der Diplomatischen Akademie der Ukraine. Die Konzertaufführung wurde von Herman Makarenko dirigiert.

## Handlung und Struktur

### Hintergrund
Die Oper spielt in der antiken Sagenwelt in der Stadt Theben. Sie basiert auf dem Mythos von König Ödipus, seinen Söhnen Eteokles und Polynices sowie seinen Töchtern Antigone und Ismene. Nach dem Selbstmord von Iokaste und dem Exil von Ödipus bleibt der Thron ohne Herrscher, was zu einem Kampf zwischen seinen Söhnen führt.

### Erster Akt
Eteokles und Polynices kämpfen um die Macht und töten sich gegenseitig im Duell. Die Bürger von Theben wählen Kreon (Creonte in der italienischen Fassung) zum Herrscher, und er besteigt den Thron. Der neu gewählte König befiehlt, den Eteokles ehrenvoll beizusetzen, während der Körper von Polynices unbestattet bleibt. Antigone, die sich gegen diesen Befehl stellt, beerdigt ihren Bruder heimlich und wird zum Tode verurteilt, indem sie lebendig in einer Höhle eingemauert wird. Kreons Sohn Haemon ist in Antigone verliebt und versucht sie zu retten, doch man verdächtigt ihn des Hochverrats und verurteilt ihn ebenfalls zum Tode.

### Zweiter Akt
Antigone wird in der Höhle eingemauert, und Haemon schleicht sich ein, um ihr Schicksal zu teilen. Das Volk, empört über Kreons Grausamkeit, erhebt sich und erklärt Antigone zur Königin. Sie wird befreit und versichert, dass sie Kreon vergibt. Die Oper endet mit der Hoffnung, dass der Frieden in Theben wiederhergestellt wird.
Creonte wurde im Genre der italienischen Opera seria geschrieben. Im Einklang mit der Tradition, die in den frühen Tagen des Operngenres (Florentiner Camerata, Ende des 16. Jahrhunderts) entstand, definiert das gedruckte Libretto von 1776 Creonte als dramma per musica. Die Oper besteht aus zwei Akten (14 und 8 Szenen) und folgt einem strukturierten Format mit Solo-Arien, Duetten, Rezitativen, Chören und Instrumentalstücken. Zunächst war das Libretto in drei Akte unterteilt, doch Bortnjanski vereinte den ersten und zweiten Akt. Um dieses Ungleichgewicht auszugleichen, wurde die Aufführung durch zwei Ballettdivertissements ergänzt, die von Giuseppe Canciani choreografiert und aufgeführt wurden, wie im gedruckten Libretto vermerkt ist.
Die Musik von Creonte vereint die Traditionen des italienischen Bel Canto mit Bortnjanskis individuellem Stil. Sie steht im Einklang mit dem Opernstil von Mozart und bildet eine Brücke zwischen Werken wie Mitridate (1770) und Idomeneo (1780). Dies lässt auf einen gemeinsamen Einfluss der italienischen Operntraditionen auf die Entwicklung beider Komponisten schließen. Die Oper weist eine nummerierte Struktur und secco-Rezitative auf, was eine Verbindung zur Barockoper anzeigt, jedoch fehlen Barock-da-Capo-Arien. Ein innovativer Schritt in Bortnjanskis erster Oper war der Versuch des Komponisten, die psychologische Entwicklung der Hauptfiguren der Oper durch Musik auszudrücken.

## Die Entstehungsgeschichte

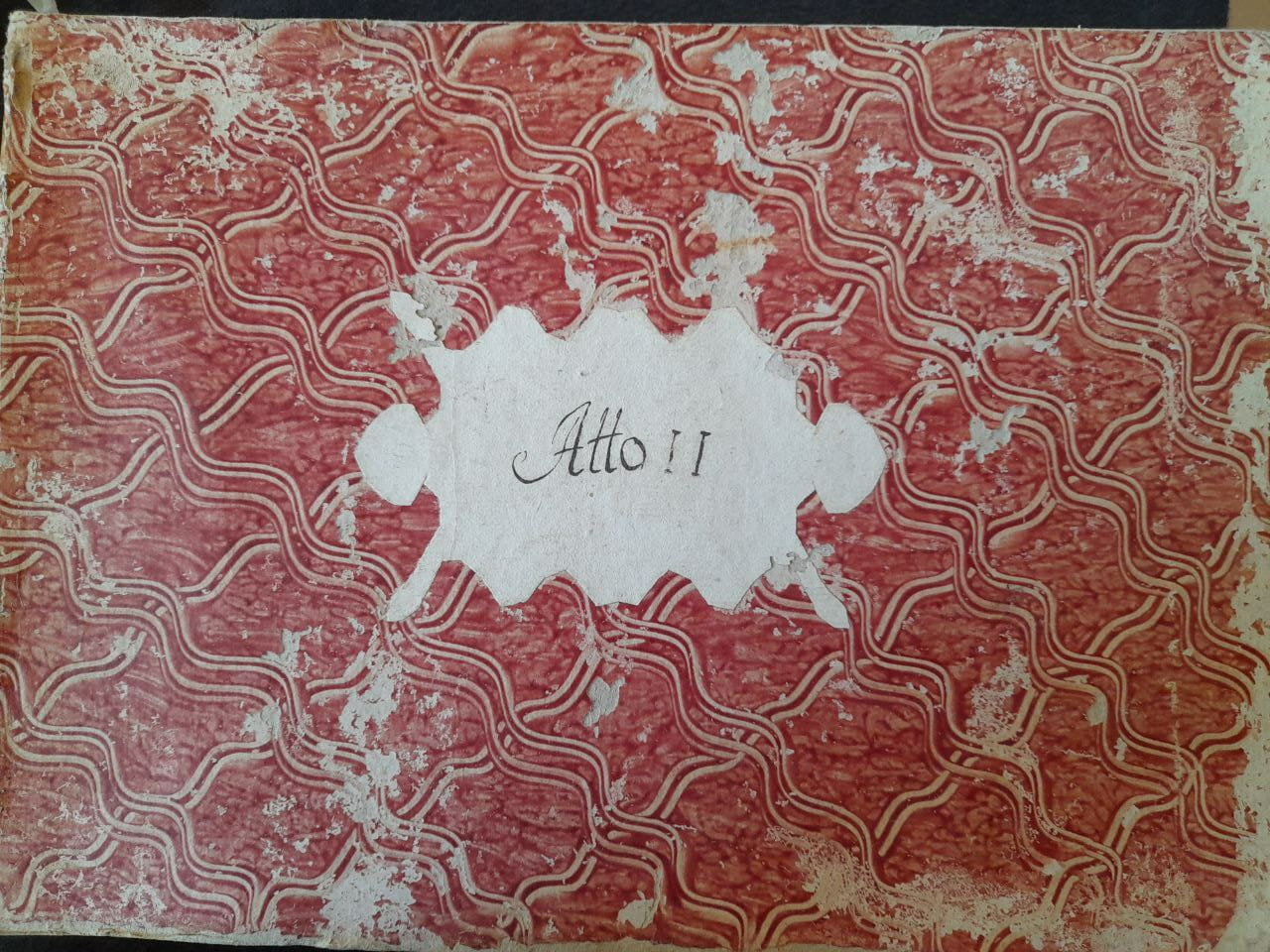
Titelseite des zweiten Aktes der handschriftlichen Partitur der Oper Creonte

Dmitri Bortnjanskijs Opern haben in seinem schöpferischen Erbe eine große Bedeutung. Der Komponist schuf insgesamt sechs Opern, von denen er die ersten drei im Genre der opera seria in Italien komponierte. Seine erste Oper, Creonte, schrieb er im Alter von 25 Jahren in Italien. Sie war das Ergebnis seiner Studien beim berühmten italienischen Maestro Baldassare Galuppi (1706–1785). Die Oper wurde 1776 im Theater San Benedetto in Venedig uraufgeführt.
Der Schweizer Forscher Rudolf Mooser entdeckte ein gedrucktes Libretto, das während einer Aufführung in Venedig veröffentlicht wurde. Mooser stellte fest, dass das Libretto für Creonte eine angepasste Version des Librettos der Oper Antigone des italienischen Komponisten Tommaso Traetta ist, die auf der Tragödie Antigone von Sophokles basiert. Der Text wurde vom italienischen Dichter Marco Coltellini verfasst. Traettas Oper Antigone spiegelte den reformistischen Ansatz des Komponisten im Operngenre wider. Coltellini und Traetta arbeiteten am kaiserlichen Hof in St. Petersburg, wo die Uraufführung von Antigone 1772 stattfand. Anschließend wurde sie 1773 in Italien aufgeführt, wo Bortnjanski vermutlich die Gelegenheit hatte, sie zu hören, was ihn dazu inspirierte, seine eigene Version der Geschichte zu schaffen. Beim Vergleich des Librettos von Antigone mit dem von Creonte entdeckte Mooser, dass Bortnjanski den Text vereinfachte, ihn von drei Akten auf zwei reduzierte und den Titel änderte. Anders als das Original endet Bortnjanskis Oper jedoch mit einem Happy End (lieto fine).

## Aufführungsgeschichte

### Erstaufführung
Die erste Aufführung von Creonte fand am 26. November 1776 im San-Benedetto-Theater in Venedig statt. Sie lief während der gesamten Theatersaison 1776–1777. Die Oper wurde vom italienischen Publikum jener Zeit, das für seinen hohen Standard und tiefes Musikverständnis bekannt war, gut aufgenommen. Es gab Pläne, die Oper auch in anderen europäischen Ländern aufzuführen, aber aus unbekannten Gründen verschwand die Partitur. Fast 250 Jahre lang galt die erste Oper von Dmitri Bortnjanski als verloren.

### Wiederentdeckung und Restaurierung

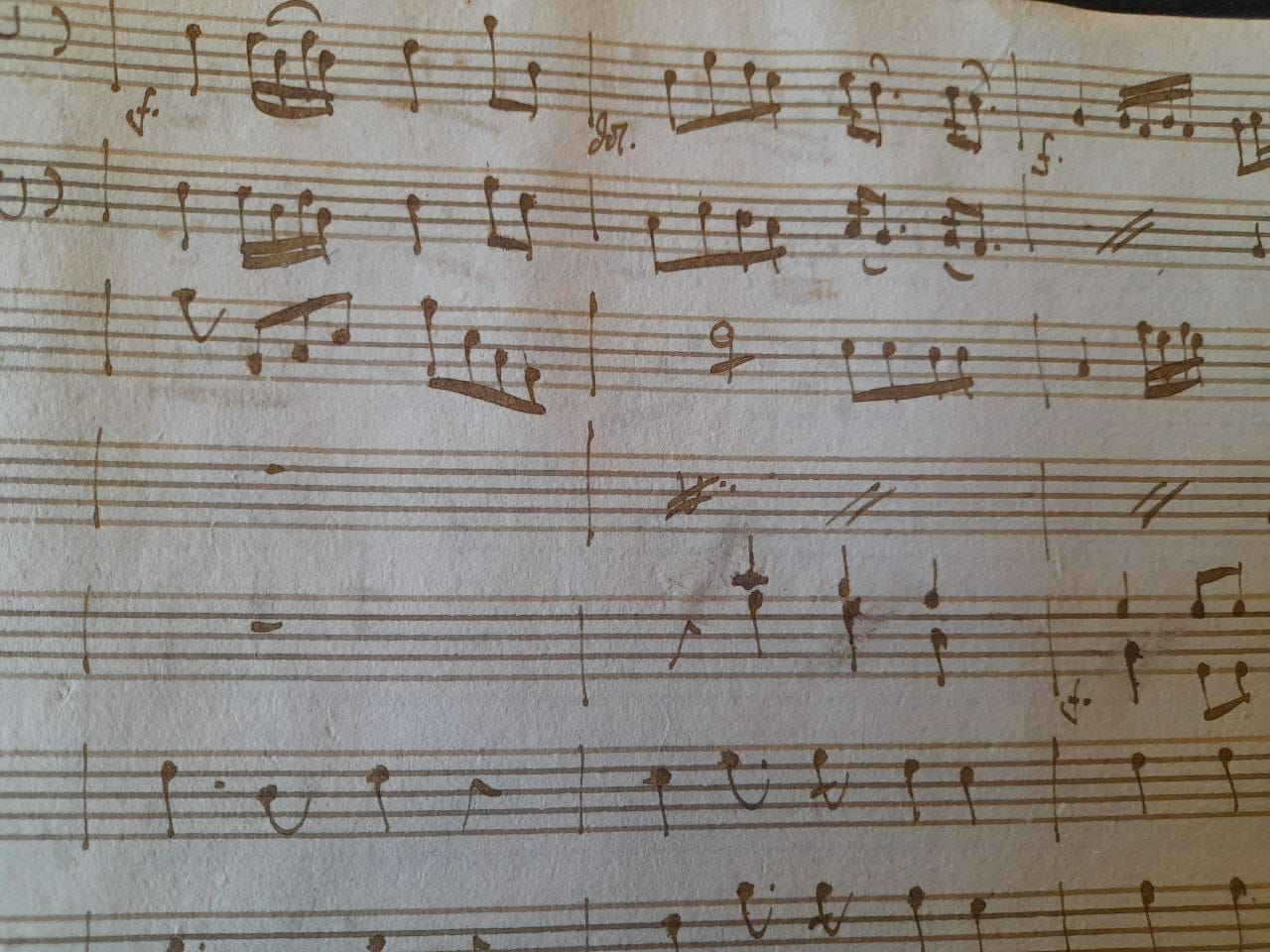
Fragment einer Seite aus der handschriftlichen Partitur der Oper Creonte

Die Suche nach der handschriftlichen Partitur der Oper Creonte führte Forscher nach Portugal. Die Oper wurde in der Ajuda-Bibliothek gefunden, einer ehemaligen Abteilung der Nationalbibliothek, die heute eine unabhängige Institution ist und die Musiksammlungen des Königshofes beherbergt. Aufzeichnungen zeigen, dass Bortnjanskis Oper bereits 1803 in der königlichen Opernsammlung verzeichnet war und 1958 im gedruckten Katalog der Manuskriptsammlungen der Nationalbibliothek erwähnt wurde.
Die Partitur der Oper ist in zwei handschriftlichen Bänden erhalten, wobei jeder Akt in einem separaten Band vorliegt. Es sind insgesamt 270 Blätter oder 540 Seiten. Im Jahr 2023 brachte Olga Shumilina Kopien der handschriftlichen Partitur von Creonte in die Ukraine. Die Musikwissenschaftlerin und Professorin für Musiktheorie an der Nationalen Musikakademie Mykola Lysenko in Lemberg wollte die Partitur erforschen, dachte aber auch schon an künftige Aufführungen.
Die 540 Seiten des wiederentdeckten Manuskripts wurden sorgfältig studiert, digitalisiert und für die moderne Aufführung adaptiert. Maksym Strikha übersetzte sie für moderne Aufführungen ins Ukrainische.

## Weltpremiere mit Unterstützung der UNESCO
Am 11. November 2024 erhielt die Oper Creonte ein zweites Leben und wurde mit Unterstützung der UNESCO während ihrer weltweiten Premiere in Konzertform wieder zum Leben erweckt. Die Veranstaltung fand in Kiew an der Diplomatischen Akademie der Ukraine, einem Teil des Ministeriums für Auswärtige Angelegenheiten der Ukraine, unter der Schirmherrschaft von UNESCO, Europa Nostra und der Nationalen Kommission der Ukraine für UNESCO statt. Das Projekt wurde vom UNESCO-Künstler für den Frieden, Herman Makarenko, dem Leiter des Projekts „Die erste Oper der Welt von Dmitri Bortnjanski, Creonte, wieder zum Leben erwecken“, geleitet und dirigiert.
Der erste Darsteller der Rolle des Creonte war Serhiy Bortnyk, die Rolle der Antigone wurde von Olga Fomichova gesungen, die Rolle des Haemon von Danylo Kotok, die Rolle des Adrastus von Stanislav Pashchuk, die Rolle der Ismene von Margarita Bilokiz, mit der Teilnahme der Nationalen Ehrensymphonischen Kapelle der Ukraine „Dumka“ und des Nationalen Präsidentenorchesters (Cembalopartie von Olga Shadrina-Lychak), unter der Leitung und Regie von Herman Makarenko.

## Beteiligte Personen
| Rollen                                             | Stimme                | Premiere am 26. November 1776 Dirigent: Dmitry Bortnjanski | Darsteller der Weltpremiere am 11. November 2024 Dirigent: Herman Makarenko |
| -------------------------------------------------- | --------------------- | ---------------------------------------------------------- | --------------------------------------------------------------------------- |
| Creonte, König von Theben                          | Tenor                 | Giacomo Panati                                             | Serhiy Bortnyk                                                              |
| Antigone, Nichte von Creonte, Tochter von Ödipus   | Sopran                | Agata Carrara                                              | Olga Fomichova                                                              |
| Haemon, Sohn von Creonte                           | männlicher Sopran     | Sebastiano Folicaldi                                       | Danylo Kotok                                                                |
| Ismene, Schwester von Antigone, Tochter von Ödipus | Sopran                | Rosa Zanetti                                               | Margarita Bilokiz                                                           |
| Adrastus, wohlhabender Theban                      | männlicher Sopran     | Pietro Muschietti                                          | Stanislav Pashchuk                                                          |
| Eteocles und Polynices, Söhne von Ödipus           | nicht singende Rollen |                                                            |                                                                             |
| Priester, Krieger                                  | nicht singende Rollen |                                                            |                                                                             |
| Bürger von Theben                                  | Chor                  |                                                            |                                                                             |
| Choreographie – Ballett                            |                       | Giuseppe Canciani                                          |                                                                             |
| Kostümbildner                                      |                       | Antonio Dian                                               |                                                                             |
| Szenograf                                          |                       | Mauri (Schwestern)                                         |                                                                             |